# Tour d'Oman 2012
La 3e édition du Tour d'Oman se déroule du 14 au 19 février 2012. Organisé par ASO, il est classé par l'UCI en catégorie 2.1 au sein de l'UCI Asia Tour.

## Présentation

### Parcours
Ce Tour d'Oman comprend 6 étapes, dont 1 pour puncheurs (la 4e) et une pour grimpeurs (la 5e).

### Participants

#### Équipes
Les 16 équipes participantes sont :
- 11 équipes World Tour : BMC Racing, Garmin-Barracuda, GreenEDGE, Lotto-Belisol, Omega Pharma-Quick Step, Sky, Liquigas-Cannondale, Katusha, Rabobank, RadioShack-Nissan, FDJ-BigMat
- 3 équipes continentales professionnelles : Champion System, Farnese Vini-Selle Italia, Project 1t4i
- 2 équipes continentales : Bridgestone Anchor, RTS Racing

## Étapes
| Étape     | Date       | Villes étapes                        | km    | Vainqueur d’étape | Leader du classement général |
| --------- | ---------- | ------------------------------------ | ----- | ----------------- | ---------------------------- |
| 1re étape | 14 février | Al Alam Royal Palace – Wadi Al Hoqay | 159   | André Greipel     | André Greipel                |
| 2e étape  | 15 février | Sour – Wadi Dayqah Dam               | 140,5 | Peter Sagan       | Peter Sagan                  |
| 3e étape  | 16 février | Al Awabi – Muscat Heights            | 144,5 | Marcel Kittel     | André Greipel                |
| 4e étape  | 17 février | Bidbid – Al Wadi Al Kabir            | 142,5 | André Greipel     | André Greipel                |
| 5e étape  | 18 février | Mascate – Jabal Al Akhdhar           | 158   | Vincenzo Nibali   | Peter Velits                 |
| 6e étape  | 19 février | Al Khawd – Matrah Corniche           | 130,5 | Marcel Kittel     | Peter Velits                 |

## Récit

### 1reétape
|   | Coureur           | Pays       | Équipe              |    | Temps           |
| - | ----------------- | ---------- | ------------------- | -- | --------------- |
| 1 | André Greipel     | Allemagne  | Lotto-Belisol       | en | 3 h 26 min 09 s |
| 2 | Denis Galimzyanov | Russie     | Katusha             | +  | m.t             |
| 3 | Tyler Farrar      | États-Unis | Garmin-Barracuda    |    | m.t             |
| 4 | Marcel Kittel     | Allemagne  | Project 1t4i        |    | m.t             |
| 5 | Peter Sagan       | Slovaquie  | Liquigas-Cannondale |    | m.t             |

|   | Coureur           | Pays       | Équipe             |    | Temps           |
| - | ----------------- | ---------- | ------------------ | -- | --------------- |
| 1 | André Greipel     | Allemagne  | Lotto-Belisol      | en | 3 h 25 min 59 s |
| 2 | Denis Galimzyanov | Russie     | Katusha            | +  | 04 s            |
| 3 | Tyler Farrar      | États-Unis | Garmin-Barracuda   |    | 06 s            |
| 4 | Alexandre Lemair  | France     | Bridgestone Anchor |    | 08 s            |
| 5 | Mikhail Ignatiev  | Russie     | Katusha            |    | 09 s            |

### 2eétape
|   | Coureur              | Pays      | Équipe              |    | Temps           |
| - | -------------------- | --------- | ------------------- | -- | --------------- |
| 1 | Peter Sagan          | Slovaquie | Liquigas-Cannondale | en | 3 h 10 min 44 s |
| 2 | Baden Cooke          | Australie | GreenEDGE           | +  | m.t             |
| 3 | Tom-Jelte Slagter    | Pays-Bas  | Rabobank            |    | m.t             |
| 4 | Tony Gallopin        | France    | RadioShack-Nissan   |    | m.t             |
| 5 | Ramūnas Navardauskas | Lituanie  | Garmin-Barracuda    |    | m.t             |

|   | Coureur           | Pays      | Équipe              |    | Temps           |
| - | ----------------- | --------- | ------------------- | -- | --------------- |
| 1 | Peter Sagan       | Slovaquie | Liquigas-Cannondale | en | 6 h 36 min 43 s |
| 2 | André Greipel     | Allemagne | Lotto-Belisol       | +  | 04 s            |
| 3 | Baden Cooke       | Australie | GreenEDGE           |    | 07 s            |
| 4 | Tom-Jelte Slagter | Pays-Bas  | Rabobank            |    | 09 s            |
| 5 | Nacer Bouhanni    | France    | FDJ-BigMat          |    | 10 s            |

### 3eétape
|   | Coureur        | Pays       | Équipe              |    | Temps           |
| - | -------------- | ---------- | ------------------- | -- | --------------- |
| 1 | Marcel Kittel  | Allemagne  | Project 1t4i        | en | 3 h 23 min 00 s |
| 2 | André Greipel  | Allemagne  | Lotto-Belisol       | +  | m.t             |
| 3 | Nacer Bouhanni | France     | FDJ-BigMat          |    | m.t             |
| 4 | Tyler Farrar   | États-Unis | Garmin-Barracuda    |    | m.t             |
| 5 | Peter Sagan    | Slovaquie  | Liquigas-Cannondale |    | m.t             |

|   | Coureur           | Pays      | Équipe              |    | Temps           |
| - | ----------------- | --------- | ------------------- | -- | --------------- |
| 1 | André Greipel     | Allemagne | Lotto-Belisol       | en | 9 h 59 min 41 s |
| 2 | Peter Sagan       | Slovaquie | Liquigas-Cannondale | +  | 02 s            |
| 3 | Nacer Bouhanni    | France    | FDJ-BigMat          |    | 08 s            |
| 4 | Baden Cooke       | Australie | GreenEDGE           |    | 09 s            |
| 5 | Tom-Jelte Slagter | Pays-Bas  | Rabobank            |    | 11 s            |

### 4eétape
|   | Coureur            | Pays      | Équipe              |    | Temps           |
| - | ------------------ | --------- | ------------------- | -- | --------------- |
| 1 | André Greipel      | Allemagne | Lotto-Belisol       | en | 3 h 37 min 02 s |
| 2 | Peter Sagan        | Slovaquie | Liquigas-Cannondale | +  | m.t             |
| 3 | Tony Gallopin      | France    | RadioShack-Nissan   |    | m.t             |
| 4 | Nacer Bouhanni     | France    | FDJ-BigMat          |    | m.t             |
| 5 | Christopher Sutton | Australie | Sky                 |    | m.t             |

|   | Coureur        | Pays      | Équipe              |    | Temps            |
| - | -------------- | --------- | ------------------- | -- | ---------------- |
| 1 | André Greipel  | Allemagne | Lotto-Belisol       | en | 13 h 36 min 33 s |
| 2 | Peter Sagan    | Slovaquie | Liquigas-Cannondale | +  | 06 s             |
| 3 | Nacer Bouhanni | France    | FDJ-BigMat          |    | 18 s             |
| 4 | Tony Gallopin  | France    | RadioShack-Nissan   |    | m.t              |
| 5 | Baden Cooke    | Australie | GreenEDGE           |    | 19 s             |

### 5eétape
|   | Coureur           | Pays      | Équipe                  |    | Temps           |
| - | ----------------- | --------- | ----------------------- | -- | --------------- |
| 1 | Vincenzo Nibali   | Italie    | Liquigas-Cannondale     | en | 4 h 43 min 47 s |
| 2 | Peter Velits      | Slovaquie | Omega Pharma-Quick Step | +  | 10 s            |
| 3 | Sandy Casar       | France    | FDJ-BigMat              |    | 25 s            |
| 4 | Arnold Jeannesson | France    | FDJ-BigMat              |    | 30 s            |
| 5 | Tony Gallopin     | France    | RadioShack-Nissan       |    | 37 s            |

|   | Coureur           | Pays      | Équipe                  |    | Temps            |
| - | ----------------- | --------- | ----------------------- | -- | ---------------- |
| 1 | Peter Velits      | Slovaquie | Omega Pharma-Quick Step | en | 18 h 20 min 58 s |
| 2 | Vincenzo Nibali   | Italie    | Liquigas-Cannondale     | +  | 01 s             |
| 3 | Tony Gallopin     | France    | RadioShack-Nissan       |    | 17 s             |
| 4 | Sandy Casar       | France    | FDJ-BigMat              |    | 21 s             |
| 5 | Arnold Jeannesson | France    | FDJ-BigMat              |    | 30 s             |

### 6eétape
|   | Coureur           | Pays       | Équipe              |    | Temps           |
| - | ----------------- | ---------- | ------------------- | -- | --------------- |
| 1 | Marcel Kittel     | Allemagne  | Project 1t4i        | en | 3 h 11 min 04 s |
| 2 | Peter Sagan       | Slovaquie  | Liquigas-Cannondale | +  | m.t             |
| 3 | Tyler Farrar      | États-Unis | Garmin-Barracuda    |    | m.t             |
| 4 | Denis Galimzyanov | Russie     | Katusha             |    | m.t             |
| 5 | Nacer Bouhanni    | France     | FDJ-BigMat          |    | m.t             |

|   | Coureur           | Pays      | Équipe                  |    | Temps            |
| - | ----------------- | --------- | ----------------------- | -- | ---------------- |
| 1 | Peter Velits      | Slovaquie | Omega Pharma-Quick Step | en | 21 h 31 min 02 s |
| 2 | Vincenzo Nibali   | Italie    | Liquigas-Cannondale     | +  | 01 s             |
| 3 | Tony Gallopin     | France    | RadioShack-Nissan       |    | 17 s             |
| 4 | Sandy Casar       | France    | FDJ-BigMat              |    | 21 s             |
| 5 | Arnold Jeannesson | France    | FDJ-BigMat              |    | 30 s             |

## Classements finals

### Classement général
|    | Cycliste             | Pays      | Équipe                  |    | Temps            |
| -- | -------------------- | --------- | ----------------------- | -- | ---------------- |
| 1  | Peter Velits         | Slovaquie | Omega Pharma-Quick Step | en | 21 h 31 min 02 s |
| 2  | Vincenzo Nibali      | Italie    | Liquigas-Cannondale     | +  | 01 s             |
| 3  | Tony Gallopin        | France    | RadioShack-Nissan       |    | 17 s             |
| 4  | Sandy Casar          | France    | FDJ-BigMat              |    | 21 s             |
| 5  | Arnold Jeannesson    | France    | FDJ-BigMat              |    | 30 s             |
| 6  | Tom-Jelte Slagter    | Pays-Bas  | Rabobank                |    | 30 s             |
| 7  | Joaquim Rodríguez    | Espagne   | Katusha                 |    | 47 s             |
| 8  | Ramūnas Navardauskas | Lituanie  | Garmin-Barracuda        |    | 49 s             |
| 9  | Thomas Lebas         | France    | Bridgestone Anchor      |    | 50 s             |
| 10 | Fabian Cancellara    | Suisse    | RadioShack-Nissan       |    | 52 s             |

### Classements annexes

#### Classement par points
|   | Cycliste      | Pays      | Équipe              | Points |
| - | ------------- | --------- | ------------------- | ------ |
| 1 | Peter Sagan   | Slovaquie | Liquigas-Cannondale | 53     |
| 2 | André Greipel | Allemagne | Lotto-Belisol       | 43     |
| 3 | Marcel Kittel | Allemagne | Project 1t4i        | 37     |

#### Classement du meilleur jeune
|   | Cycliste             | Pays     | Équipe            | Temps               |
| - | -------------------- | -------- | ----------------- | ------------------- |
| 1 | Tony Gallopin        | France   | RadioShack-Nissan | en 21 h 32 min 19 s |
| 2 | Tom-Jelte Slagter    | Pays-Bas | Rabobank          | + 13 s              |
| 3 | Ramūnas Navardauskas | Lituanie | Garmin-Barracuda  | + 32 s              |

#### Classement par équipes
|   | Équipe            | Pays       | Temps               |
| - | ----------------- | ---------- | ------------------- |
| 1 | RadioShack-Nissan | Luxembourg | en 64 h 38 min 52 s |
| 2 | FDJ-BigMat        | France     | + 40 s              |
| 3 | Rabobank          | Pays-Bas   | + 1 min 45 s        |

## Évolution des classements
| Étape            | Vainqueur        | Classement général | Classement par points | Classement du meilleur jeune | Classement par équipes | Prix de la combativité |
| ---------------- | ---------------- | ------------------ | --------------------- | ---------------------------- | ---------------------- | ---------------------- |
| 1                | André Greipel    | André Greipel      | André Greipel         | Denis Galimzyanov            | Liquigas-Cannondale    | Alexandre Lemair       |
| 2                | Peter Sagan      | Peter Sagan        | Peter Sagan           | Peter Sagan                  | RadioShack-Nissan      | Klaas Lodewyck         |
| 3                | Marcel Kittel    | André Greipel      | André Greipel         | Peter Sagan                  | RadioShack-Nissan      | Alexandre Lemair       |
| 4                | André Greipel    | André Greipel      | André Greipel         | Peter Sagan                  | RadioShack-Nissan      | Klaas Lodewyck         |
| 5                | Vincenzo Nibali  | Peter Velits       | André Greipel         | Tony Gallopin                | RadioShack-Nissan      | Klaas Lodewyck         |
| 6                | Marcel Kittel    | Peter Velits       | Peter Sagan           | Tony Gallopin                | RadioShack-Nissan      | Klaas Lodewyck         |
| Classement final | Classement final | Peter Velits       | Peter Sagan           | Tony Gallopin                | RadioShack-Nissan      | Klaas Lodewyck         |